# Tiguil (fleuve)
Le Tiguil (en russe : Тигиль) est un fleuve situé dans le raïon de Tiguil à l'ouest de la péninsule du Kamtchatka, dans l'Extrême-Orient russe. Le Cosaque Luka Morozko est le premier Européen à atteindre ses rives en 1696
Long de 300 km, son bassin versant occupe une superficie de 17 800 km2. Il prend sa source dans les montagnes de la chaîne Centrale et estuaire se jette dans le golfe de Chelikhov, en mer d'Okhotsk.
Son débit annuel moyen, à 50 km de l'embouchure est d'environ 200 m3/s. Il est gelé de la fin du mois d'octobre au mois de mai.
Le fleuve Tiguil est, comme la plupart des cours d'eau de la péninsule, un lieu de frai du saumon.